# ОШ „Јован Цвијић” ИО Петка
ОШ „Јован Цвијић” ИО Петка је четворогодишња образовна установа, која је своју основну делатност обавља као издвојено одељење Основне школе „Јован Цвијић” у Костолцу.
Школа у Петки основана је још давне 1843. године. Први учитељи били су богослови и кроз три одељења школу су похађала углавном мушка деца, све до пред крај Балканских ратова. Школска зграда налазила се у центру села, али је у току ратова била бомбардована и рушена. Нову зграду село Петка добија 1973. године. Данас се у њој одвија настава за 35 ученика распоређених у три одељења. Настава од I до IV разреда одвија се само пре подне. Школа има и предшколско одељење.